# Käre bröder, så låtom oss supa i frid
Käre bröder, så låtom oss supa i frid, Till de trogne bröder på Terra Nova i Gaffelgränden eller Fredmans epistel n:o 5 är den allra först tillkomna av Fredmans epistlar, skriven av Carl Michael Bellman våren 1770. Den har flera tydligt bibelparodiska inslag, bland annat hälsningsfrasen som är i samma stil som de aposteln Paulus använde i sina brev, ålderdomliga språkformer likt de som användes i den då gällande Karl XII:s bibel, samt en tvetydig uppmaning till mottagarna att arbeta i vingården – en vändning hämtad ur Bibeln, men given en mer bokstavlig tolkning. I första strofen finns även hänvisningar till "ölefeser" och "gutårinter", förvrängda namn på folk som också förekom i Paulus brev.
I sista strofen förekommer hänvisningar till hur Paulus omvändes på vägen till Damaskus, och den föregivne författaren Fredman får tydligen en sorts vision av staden med en slup fylld med flaskor med dryck och damasker, innan det hela avslutas med vitsen att mottagaren ombeds "ro hit med en sup!".
På ölen som heter Bellman och produceras av Carlsberg återfinns en del av episteln tryckt på burken.